# Guui (métro de Séoul)
Guui (en coréen 구의역) est une station de passage de la ligne 2 du métro de Séoul. Elle est située à Guui 1-dong, dans l'arrondissement de Gwangjin-gu à Séoul en Corée du Sud.
Ouverte en 1980, comme station de passage de la ligne 2, elle est desservie par les rames omnibus qui circulent sur cette ligne.

## Situation sur le réseau

Plan du réseau (2023)

Établie en aérien, la station Guui est située sur la ligne circulaire de la ligne 2 du métro de Séoul entre les stations Gangbyeon, en direction de Hôtel de Ville, rotation dans le sens des aiguilles d'une montre sur la section circulaire, et Université de Konkuk, en direction de Hôtel de Ville, rotation dans le sens inverse des aiguilles d'une montre sur la section circulaire.

## Histoire
La station Guui est mise en service le 31 octobre 1980, lors de l'ouverture à l'exploitation du premier tronçon de la ligne 2, entre Sinseol-dong et Complexe sportif (via Seongsu)<.

## Services aux voyageurs

### Accès et accueil
Domiciliée à Guui-dong, la station dispose de quatre accès, numérotés de 1 à 4. Elle est notamment équipée d'automate pour l'achat de titres de transport et de portes palières sur ses quais.

### Desserte
'Guui est desservie par les rames omnibus qui circulent sur la ligne 2.

Installations
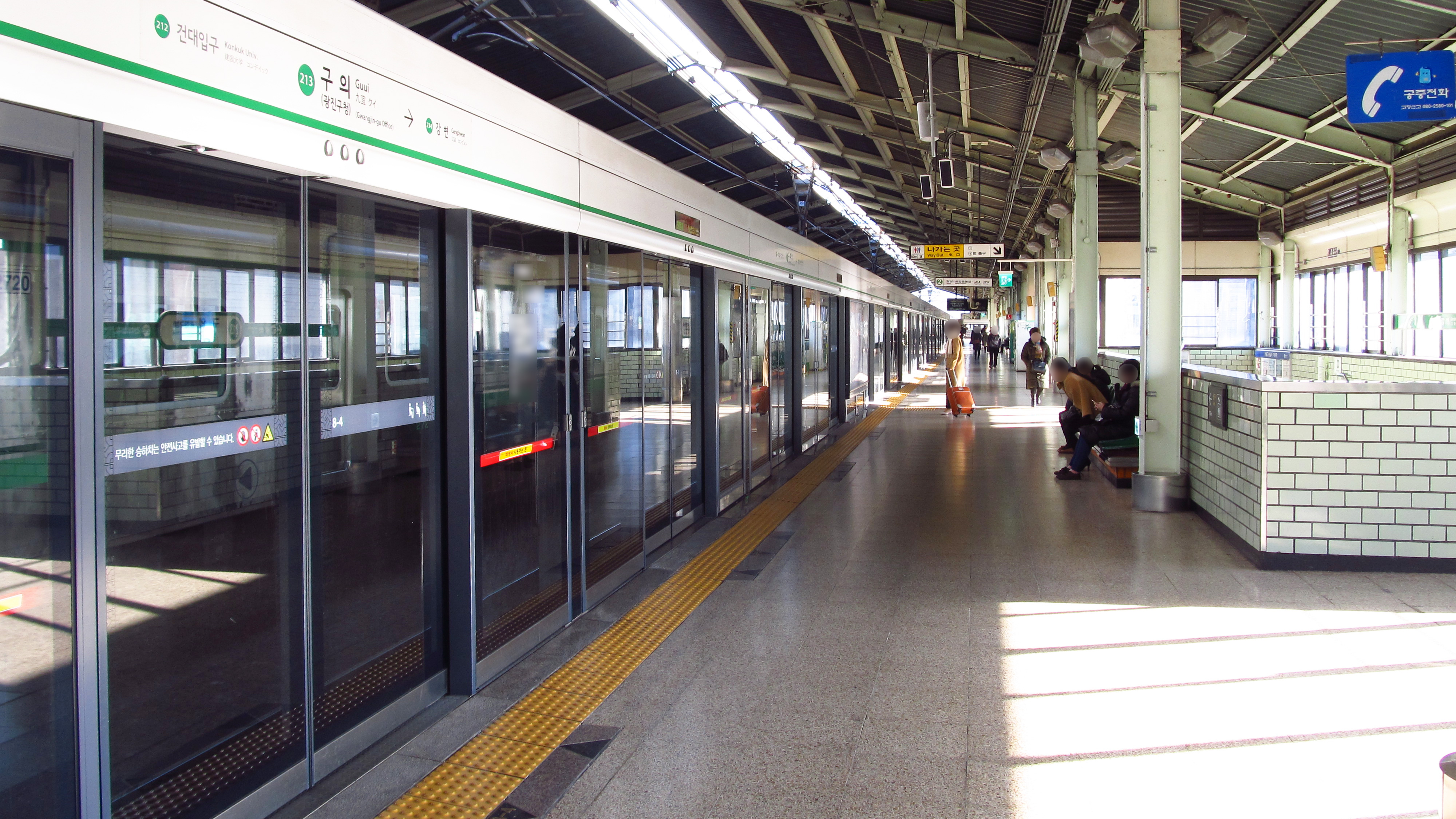
En 2018.
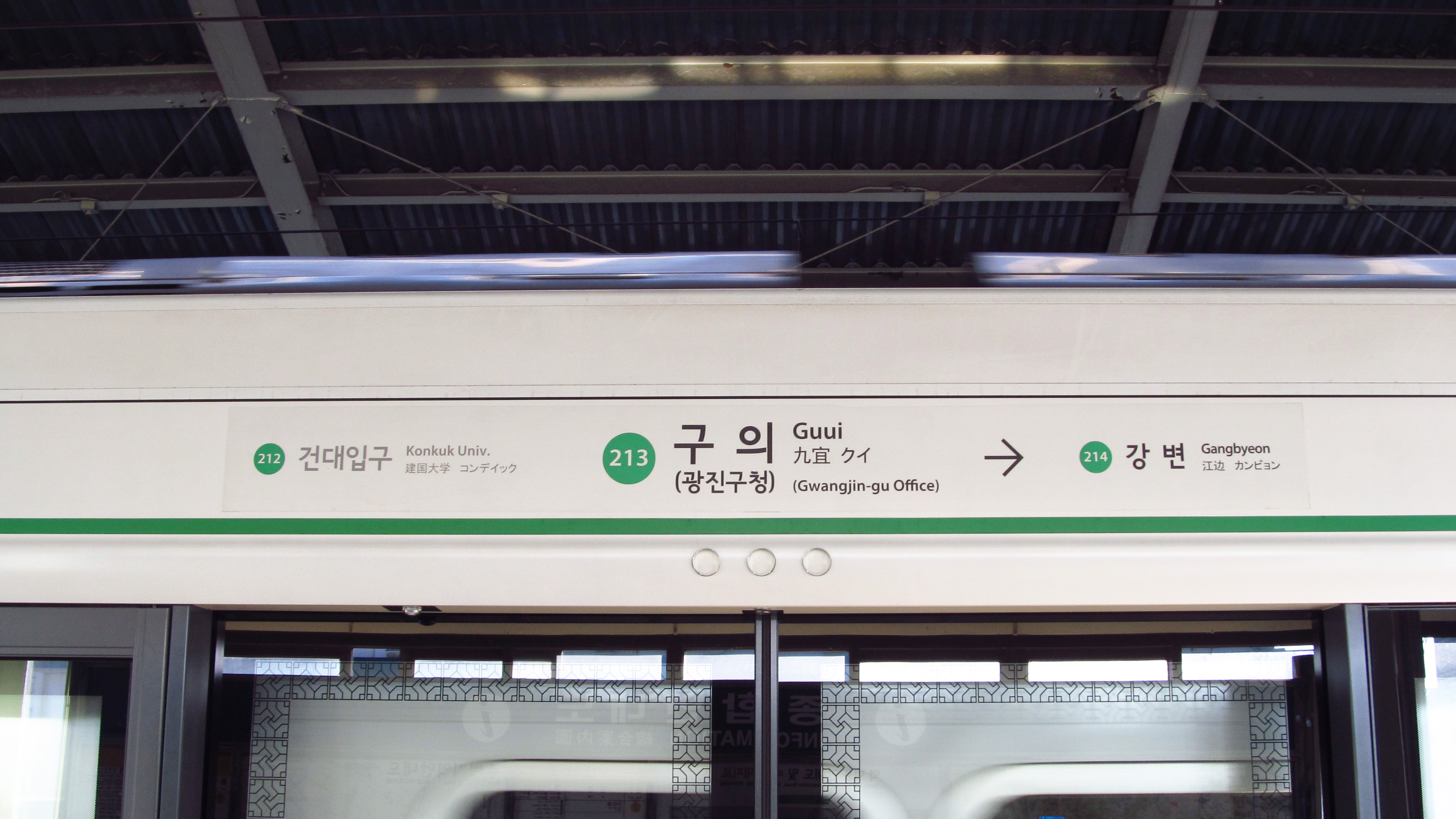
En 2018.
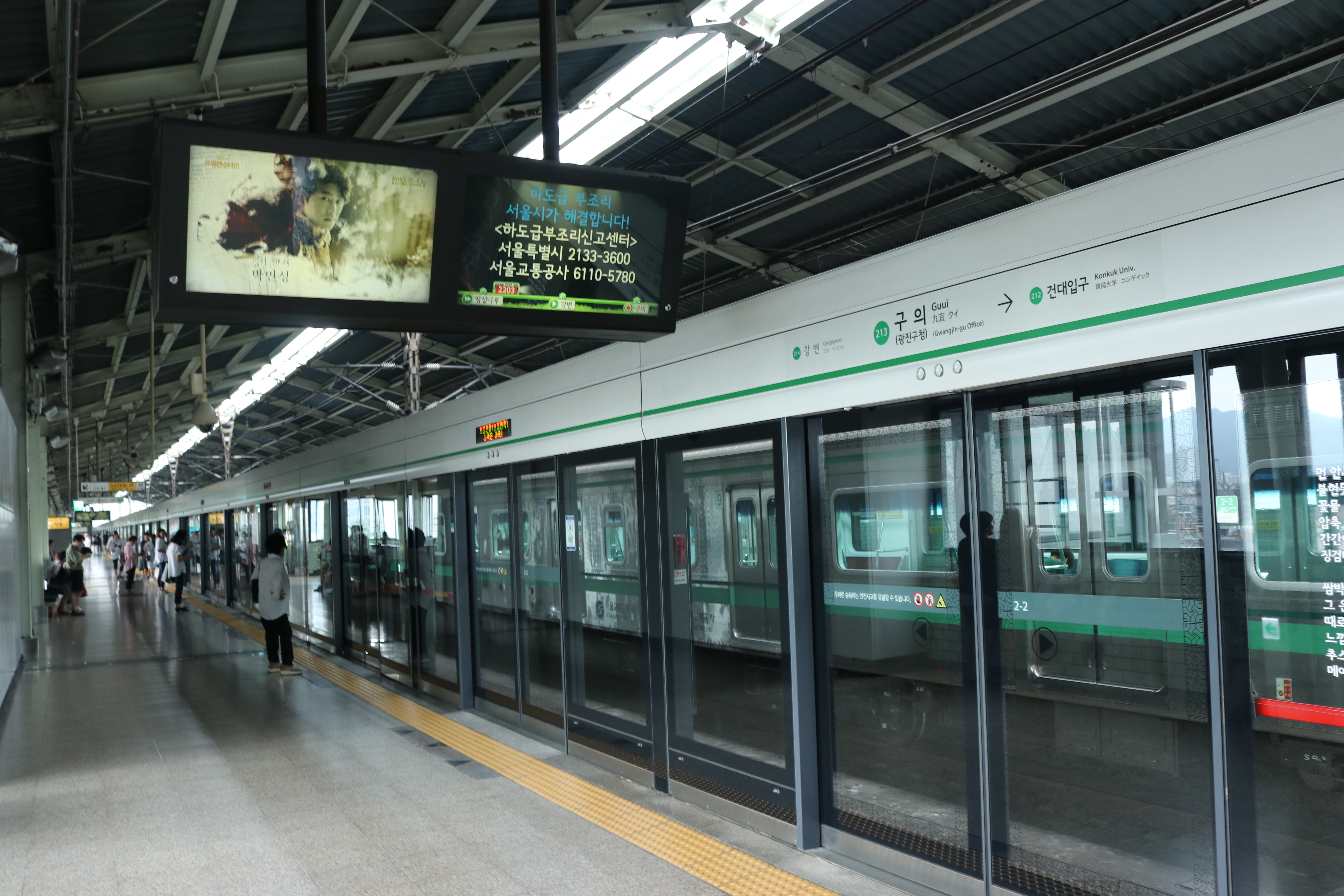
En 2018.

### Intermodalité
Des arrêts de bus urbains sont situés à proximité.